# Малое Барашково
Малое Барашково — опустевшая деревня в Буйском районе Костромской области. Входит в состав Центрального сельского поселения.

## География
Находится в западной части Костромской области на расстоянии приблизительно 26 км на север-северо-запад по прямой от районного центра города Буй на правобережье реки Кострома.

## История
В 1907 году здесь было учтено 13 дворов.

## Население
Постоянное население составляло 57 человек (1897 год), 59 (1907), 0 как в 2002 году, так и в 2022.